# 5e cérémonie des Boston Society of Film Critics Awards
La 5e cérémonie des Boston Society of Film Critics Awards, décernés par la Boston Society of Film Critics, a eu lieu le 20 janvier 1985, et a récompensé les films réalisés en 1984.

## Palmarès

### Meilleur film
- La Déchirure (The Killing Fields)

### Meilleur réalisateur
- Bertrand Tavernier pour Un dimanche à la campagne

### Meilleur acteur
- Haing S. Ngor pour le rôle de Dith Pran dans La Déchirure (The Killing Fields)

### Meilleure actrice
- Judy Davis pour le rôle de Adela Quested dans La Route des Indes (A Passage to India)

### Meilleur acteur dans un second rôle
- John Malkovich pour ses rôles dans Les Saisons du cœur (Places in the Heart) et La Déchirure (The Killing Fields)

### Meilleure actrice dans un second rôle
- Peggy Ashcroft pour son rôle de Mrs. Moore dans La Route des Indes (A Passage to India)

### Meilleur scénario
- Repo Man – Alex Cox

### Meilleure photographie
- La Déchirure (The Killing Fields) – Chris Menges

### Meilleur film en langue étrangère
- Un dimanche à la campagne •  France

### Meilleur documentaire
- The Times of Harvey Milk